# Abu Dhabi Tour 2017
L'Abu Dhabi Tour 2017, terza edizione della corsa, valevole come evento dell'UCI World Tour 2017 categoria 2.UWT, si svolse in quattro tappe dal 23 al 26 febbraio 2017 su un percorso di 675 km, con partenza da Madinat Zayed ed arrivo sul circuito di Yas Marina di Abu Dhabi. La vittoria fu appannaggio del portoghese Rui Costa, che completò il percorso in 15h42'21" alla media di 42,723 km/h, precedendo il russo Il'nur Zakarin e l'olandese Tom Dumoulin.
Al traguardo del circuito di Yas Marina furono 141 i ciclisti, dei 158 partiti da Madinat Zayed, che portarono a termine la competizione.

## Tappe
| Tappa  | Data        | Percorso                                            | km  | Vincitore di tappa | Leader cl. generale |
| ------ | ----------- | --------------------------------------------------- | --- | ------------------ | ------------------- |
| 1ª     | 23 febbraio | Madinat Zayed > Madinat Zayed                       | 189 | Mark Cavendish     | Mark Cavendish      |
| 2ª     | 24 febbraio | Abu Dhabi (Al Maryah Island) > Abu Dhabi (Big Flag) | 153 | Marcel Kittel      | Mark Cavendish      |
| 3ª     | 25 febbraio | Al Ain/Hazza Bin Zayed Stadium > Jebel Hafeet       | 186 | Rui Costa          | Rui Costa           |
| 4ª     | 26 febbraio | Circuito di Yas Marina > Circuito di Yas Marina     | 147 | Caleb Ewan         | Rui Costa           |
| Totale | Totale      | Totale                                              | 675 |                    |                     |

## Squadre e corridori partecipanti
| N.    | Cod. | Squadra                         |
| ----- | ---- | ------------------------------- |
| 1-8   | AST  | Astana Pro Team                 |
| 11-18 | ALM  | AG2R La Mondiale                |
| 21-28 | TBM  | Bahrain-Merida Pro Cycling Team |
| 31-38 | BAR  | Bardiani-CSF                    |
| 41-48 | BMC  | BMC Racing Team                 |
| 51-58 | BOH  | Bora-Hansgrohe                  |
| 61-68 | GAZ  | Gazprom-RusVelo                 |
| 71-78 | LTS  | Lotto-Soudal                    |
| 81-88 | MOV  | Movistar Team                   |
| 91-98 | NIP  | Nippo-Vini Fantini              |

| N.      | Cod. | Squadra              |
| ------- | ---- | -------------------- |
| 101-108 | ORS  | Orica-Scott          |
| 111-118 | QST  | Quick-Step Floors    |
| 121-128 | DDD  | Team Dimension Data  |
| 131-138 | KAT  | Team Katusha-Alpecin |
| 141-148 | TLJ  | Team Lotto NL-Jumbo  |
| 151-158 | TNN  | Team Novo Nordisk    |
| 161-168 | SUN  | Team Sunweb          |
| 171-177 | SKY  | Team Sky             |
| 181-188 | TFS  | Trek-Segafredo       |
| 191-198 | UAD  | UAE Team Emirates    |

## Dettagli delle tappe

### 1ª tappa
- 23 febbraio: Madinat Zayed > Madinat Zayed – 189 km

Risultati
| Pos. | Corridore         | Squadra      | Tempo    |
| ---- | ----------------- | ------------ | -------- |
| 1    | Mark Cavendish    | Dimension    | 4h37'06" |
| 2    | André Greipel     | Lotto-Soudal | s.t.     |
| 3    | Niccolò Bonifazio | Bahrain-Mer. | s.t.     |

| Pos. | Corridore      | Squadra      | Tempo    |
| ---- | -------------- | ------------ | -------- |
| 1    | Mark Cavendish | Dimension    | 4h36'56" |
| 2    | André Greipel  | Lotto-Soudal | a 4"     |
| 3    | Manuele Mori   | UAE          | s.t.     |

### 2ª tappa
- 24 febbraio: Abu Dhabi (Al Maryah Island) > Abu Dhabi (Big Flag) – 153 km

Risultati
| Pos. | Corridore      | Squadra    | Tempo    |
| ---- | -------------- | ---------- | -------- |
| 1    | Marcel Kittel  | Quick-Step | 3h28'11" |
| 2    | Caleb Ewan     | Orica      | s.t.     |
| 3    | Mark Cavendish | Dimension  | s.t.     |

| Pos. | Corridore      | Squadra      | Tempo    |
| ---- | -------------- | ------------ | -------- |
| 1    | Mark Cavendish | Dimension    | 8h05'03" |
| 2    | Marcel Kittel  | Quick-Step   | a 4"     |
| 3    | André Greipel  | Lotto-Soudal | a 8"     |

### 3ª tappa
- 25 febbraio: Al Ain/Hazza Bin Zayed Stadium > Jebel Hafeet – 186 km

Risultati
| Pos. | Corridore      | Squadra | Tempo    |
| ---- | -------------- | ------- | -------- |
| 1    | Rui Costa      | UAE     | 4h34'08" |
| 2    | Il'nur Zakarin | Katusha | s.t.     |
| 3    | Tom Dumoulin   | Sunweb  | a 10"    |

| Pos. | Corridore      | Squadra | Tempo     |
| ---- | -------------- | ------- | --------- |
| 1    | Rui Costa      | UAE     | 12h39'15" |
| 2    | Il'nur Zakarin | Katusha | a 4"      |
| 3    | Tom Dumoulin   | Sunweb  | a 16"     |

### 4ª tappa
- 26 febbraio: Circuito di Yas Marina > Circuito di Yas Marina – 147 km

Risultati
| Pos. | Corridore      | Squadra      | Tempo    |
| ---- | -------------- | ------------ | -------- |
| 1    | Caleb Ewan     | Orica        | 3h03'06" |
| 2    | Mark Cavendish | Dimension    | s.t.     |
| 3    | André Greipel  | Lotto-Soudal | s.t.     |

| Pos. | Corridore      | Squadra | Tempo     |
| ---- | -------------- | ------- | --------- |
| 1    | Rui Costa      | UAE     | 15h42'21" |
| 2    | Il'nur Zakarin | Katusha | a 4"      |
| 3    | Tom Dumoulin   | Sunweb  | a 16"     |

## Evoluzione delle classifiche
| Tappa              | Vincitore          | Classifica generale Maglia rossa | Classifica a punti Maglia verde | Classifica giovani Maglia bianca | Classifica sprint intermedi Maglia nera | Classifica a squadre |
| ------------------ | ------------------ | -------------------------------- | ------------------------------- | -------------------------------- | --------------------------------------- | -------------------- |
| 1ª                 | Mark Cavendish     | Mark Cavendish                   | Mark Cavendish                  | Niccolò Bonifazio                | Manuele Mori                            | Team Dimension Data  |
| 2ª                 | Marcel Kittel      | Mark Cavendish                   | Mark Cavendish                  | Caleb Ewan                       | Marco Canola                            | UAE Team Emirates    |
| 3ª                 | Rui Costa          | Rui Costa                        | Mark Cavendish                  | Julian Alaphilippe               | Marco Canola                            | UAE Team Emirates    |
| 4ª                 | Caleb Ewan         | Rui Costa                        | Mark Cavendish                  | Julian Alaphilippe               | Patrick Konrad                          | UAE Team Emirates    |
| Classifiche finali | Classifiche finali | Rui Costa                        | Mark Cavendish                  | Julian Alaphilippe               | Patrick Konrad                          | UAE Team Emirates    |

## Classifiche finali

### Classifica generale - Maglia rossa
| Pos. | Corridore          | Squadra    | Tempo     |
| ---- | ------------------ | ---------- | --------- |
| 1    | Rui Costa          | UAE        | 15h42'21" |
| 2    | Il'nur Zakarin     | Katusha    | a 4"      |
| 3    | Tom Dumoulin       | Sunweb     | a 16"     |
| 4    | Bauke Mollema      | Trek       | a 38"     |
| 5    | Julian Alaphilippe | Quick-Step | a 53"     |
| 6    | Rafał Majka        | Bora       | a 56"     |
| 7    | George Bennett     | Lotto NL   | s.t.      |
| 8    | Fabio Aru          | Astana     | s.t.      |
| 9    | Domenico Pozzovivo | AG2R       | s.t.      |
| 10   | Patrick Konrad     | Bora       | a 1'07"   |

### Classifica a punti - Maglia verde
| Pos. | Corridore      | Squadra      | Punti |
| ---- | -------------- | ------------ | ----- |
| 1    | Mark Cavendish | Dimension    | 53    |
| 2    | Caleb Ewan     | Orica        | 36    |
| 3    | André Greipel  | Lotto-Soudal | 30    |
| 4    | Marcel Kittel  | Quick-Step   | 28    |
| 5    | Patrick Konrad | Bora         | 21    |

### Classifica sprint intermedi - Maglia nera
| Pos. | Corridore          | Squadra    | Punti |
| ---- | ------------------ | ---------- | ----- |
| 1    | Patrick Konrad     | Bora       | 21    |
| 2    | Marco Canola       | Nippo      | 17    |
| 3    | Manuele Mori       | UAE        | 16    |
| 4    | Rafael Valls       | Lotto-S.   | 10    |
| 5    | Julian Alaphilippe | Quick-Step | 8     |

### Classifica giovani - Maglia bianca
| Pos. | Corridore          | Squadra    | Tempo     |
| ---- | ------------------ | ---------- | --------- |
| 1    | Julian Alaphilippe | Quick-Step | 15h43'14" |
| 2    | Louis Meintjes     | UAE        | a 22"     |
| 3    | Carlos Verona      | Orica      | s.t.      |
| 4    | Jack Haig          | Orica      | s.t.      |
| 5    | Chris Hamilton     | Sunweb     | a 42"     |

### Classifica a squadre
| Pos. | Squadra             | Tempo     |
| ---- | ------------------- | --------- |
| 1    | UAE Team Emirates   | 47h09'36" |
| 2    | AG2R La Mondiale    | a 46"     |
| 3    | Team Lotto NL-Jumbo | a 53"     |
| 4    | Orica-Scott         | a 1'12"   |
| 5    | Trek-Segafredo      | a 1'23"   |